# Portpatrick
Portpatrick är en ort i Storbritannien.   Den ligger i kommunen Dumfries and Galloway och riksdelen Skottland, i den centrala delen av landet, 500 km nordväst om huvudstaden London. Portpatrick ligger 6 meter över havet och antalet invånare är 599.
Terrängen runt Portpatrick är platt. Havet är nära Portpatrick åt sydväst.  Närmaste större samhälle är Stranraer, 8,9 km nordost om Portpatrick. 